# Châteaubourg (Ille-et-Vilaine)
Châteaubourg è un comune francese di 6 125 abitanti situato nel dipartimento dell'Ille-et-Vilaine nella regione della Bretagna.

## Società

### Evoluzione demografica

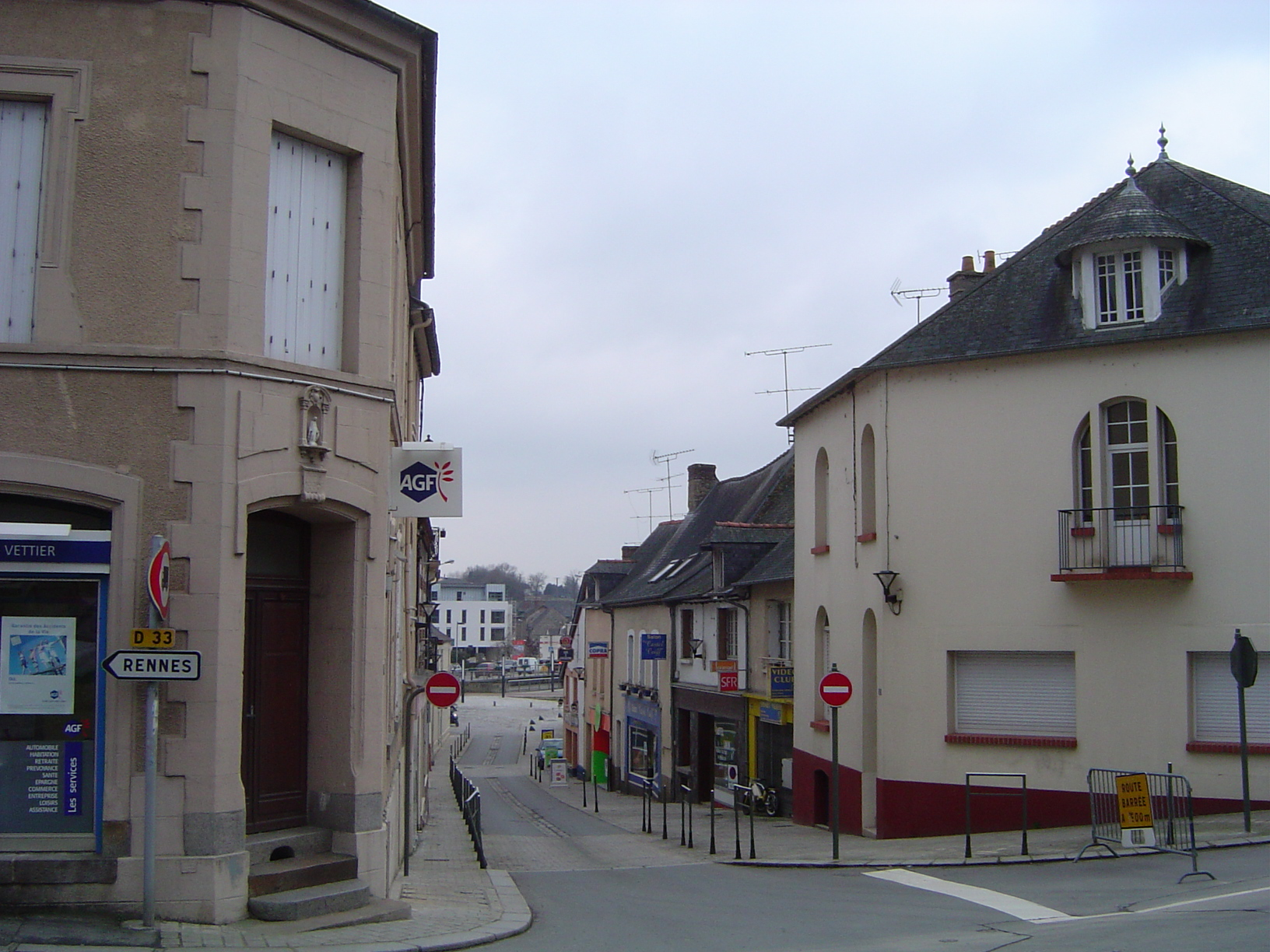
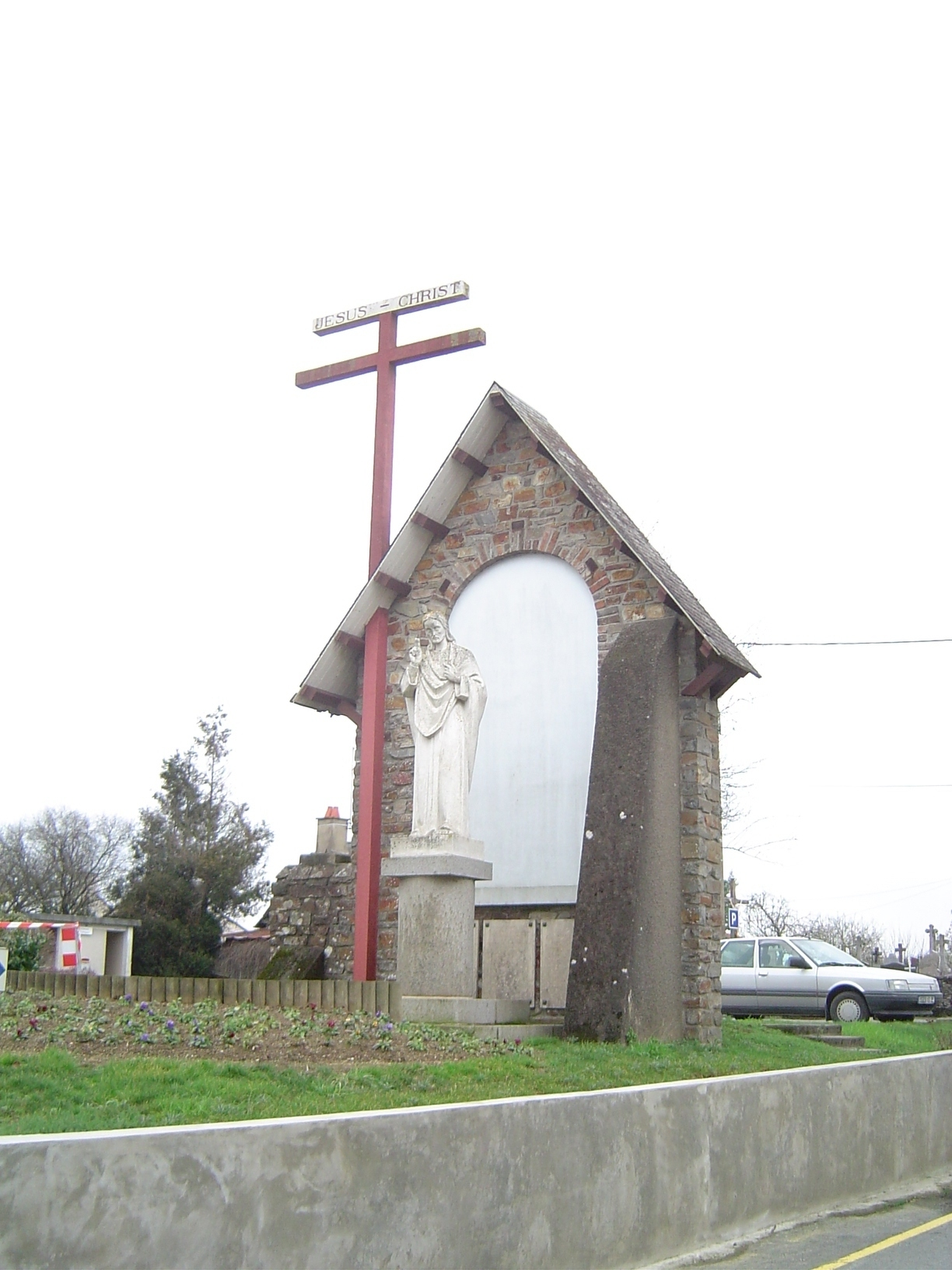
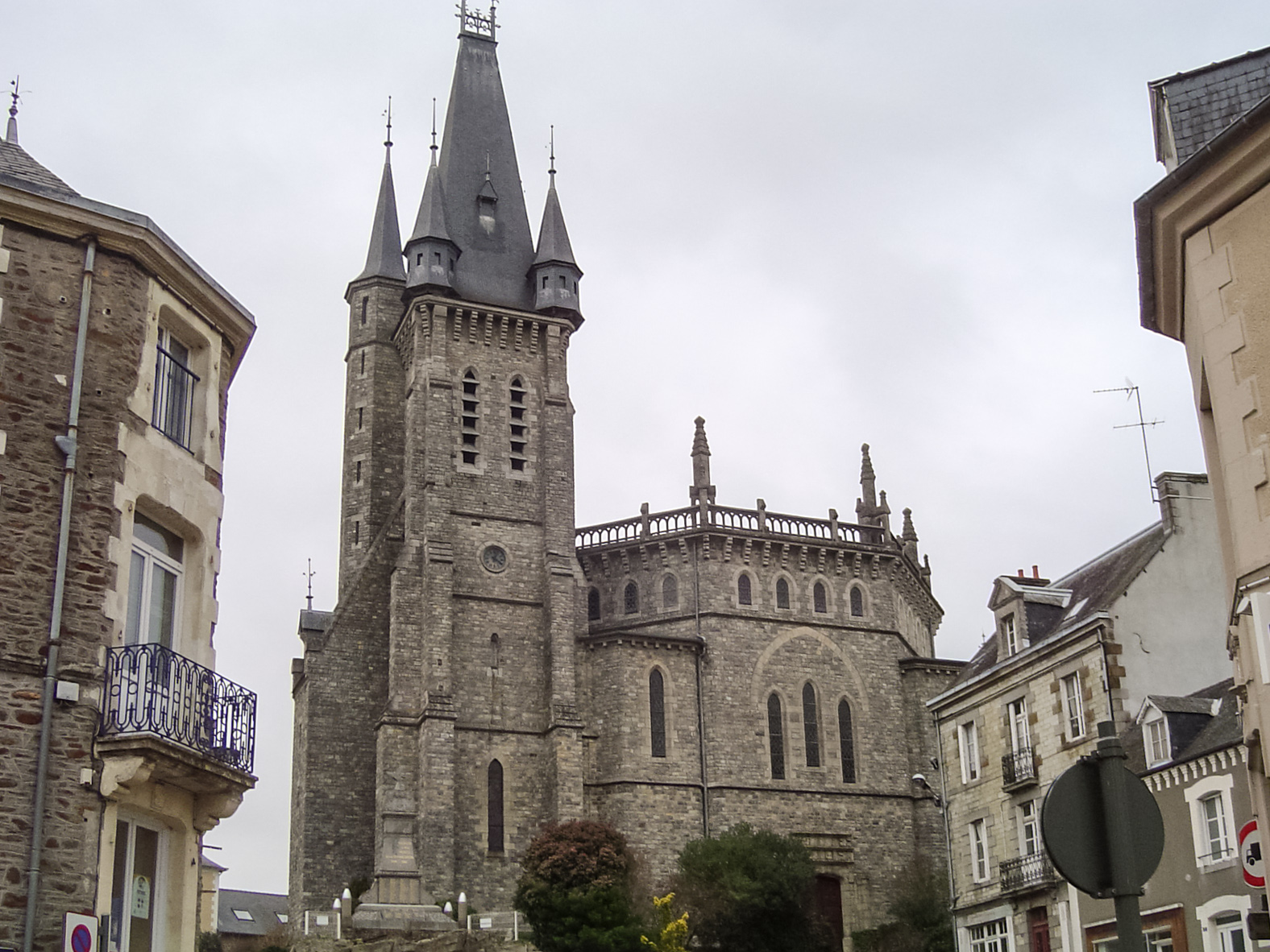
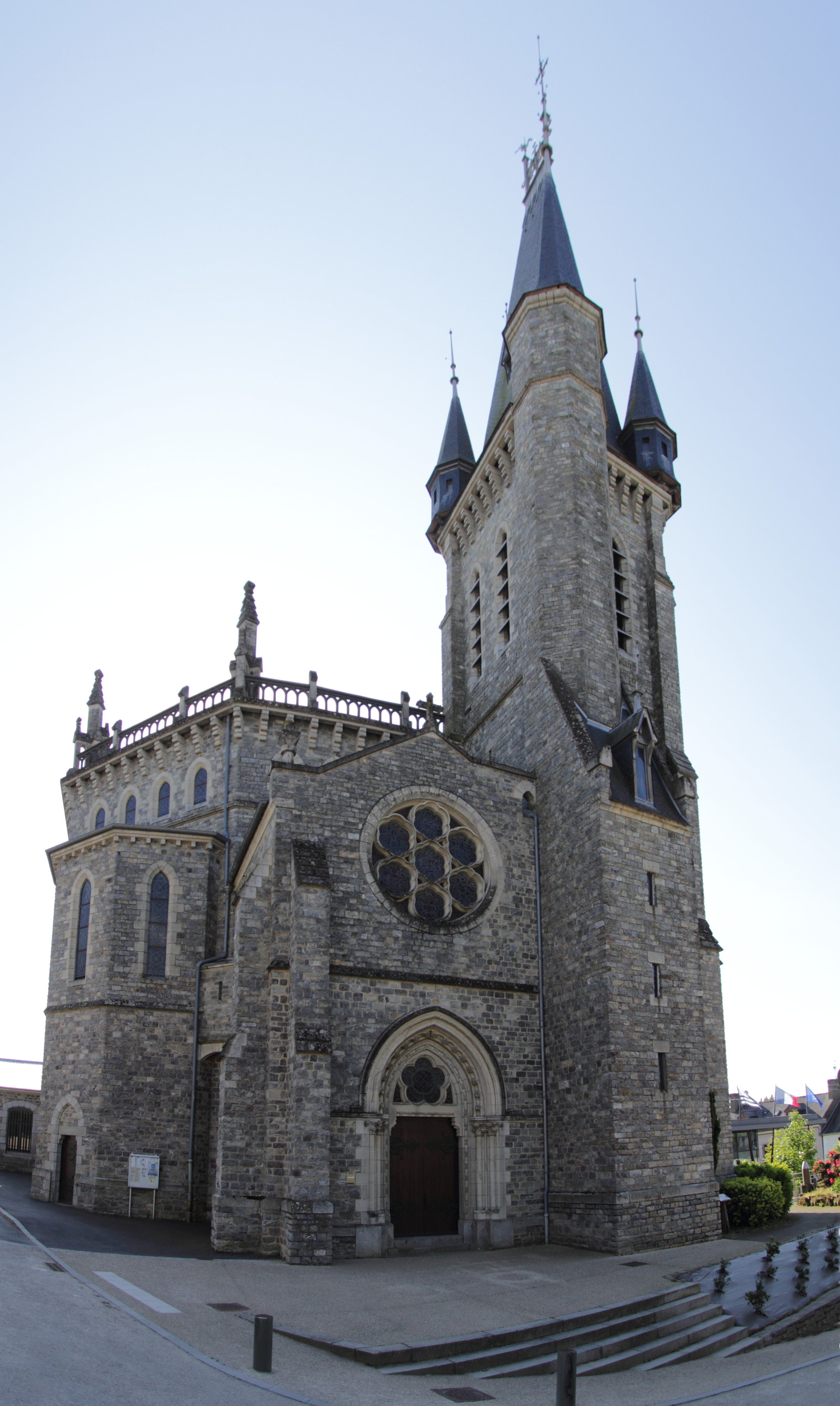
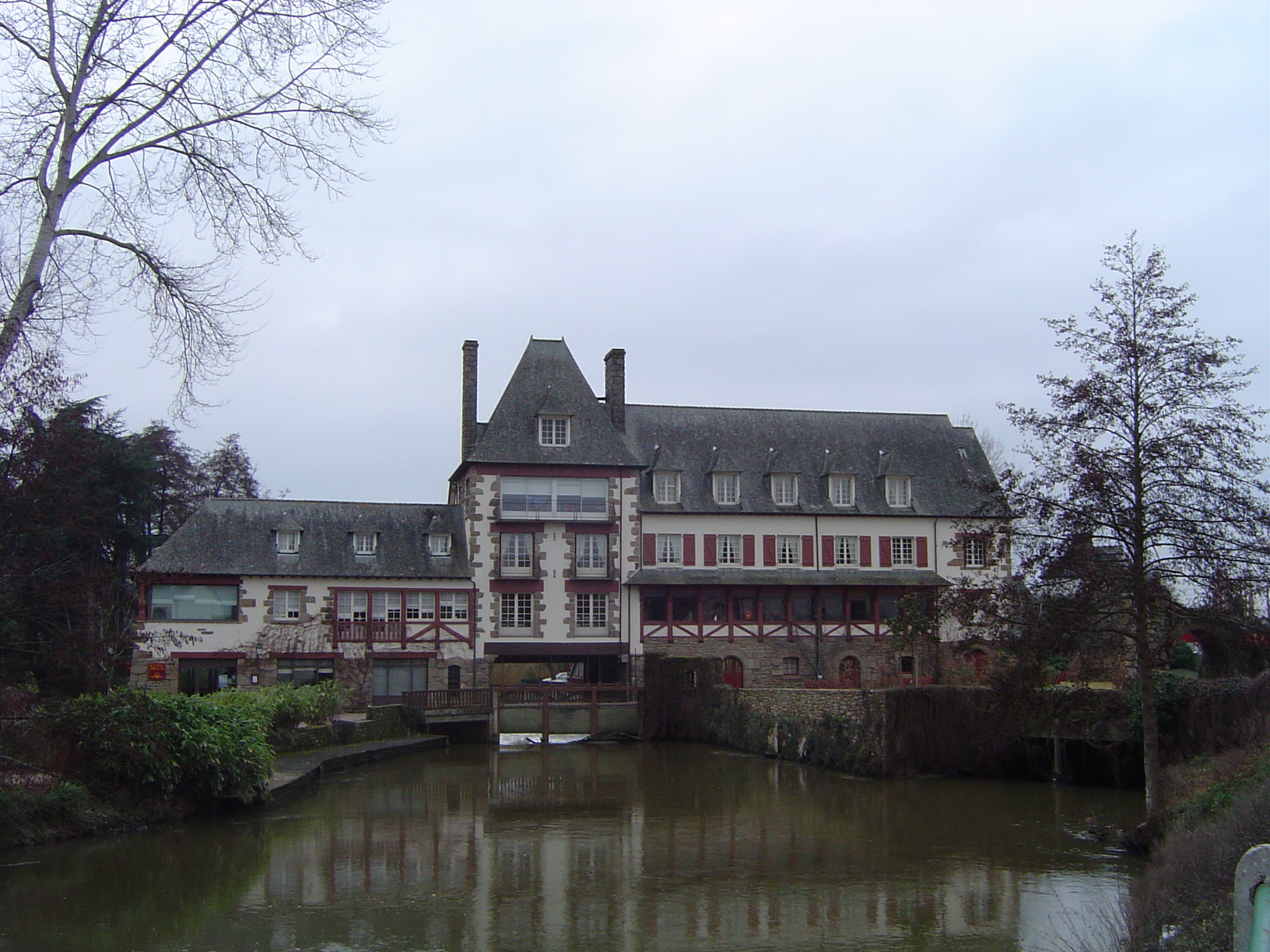
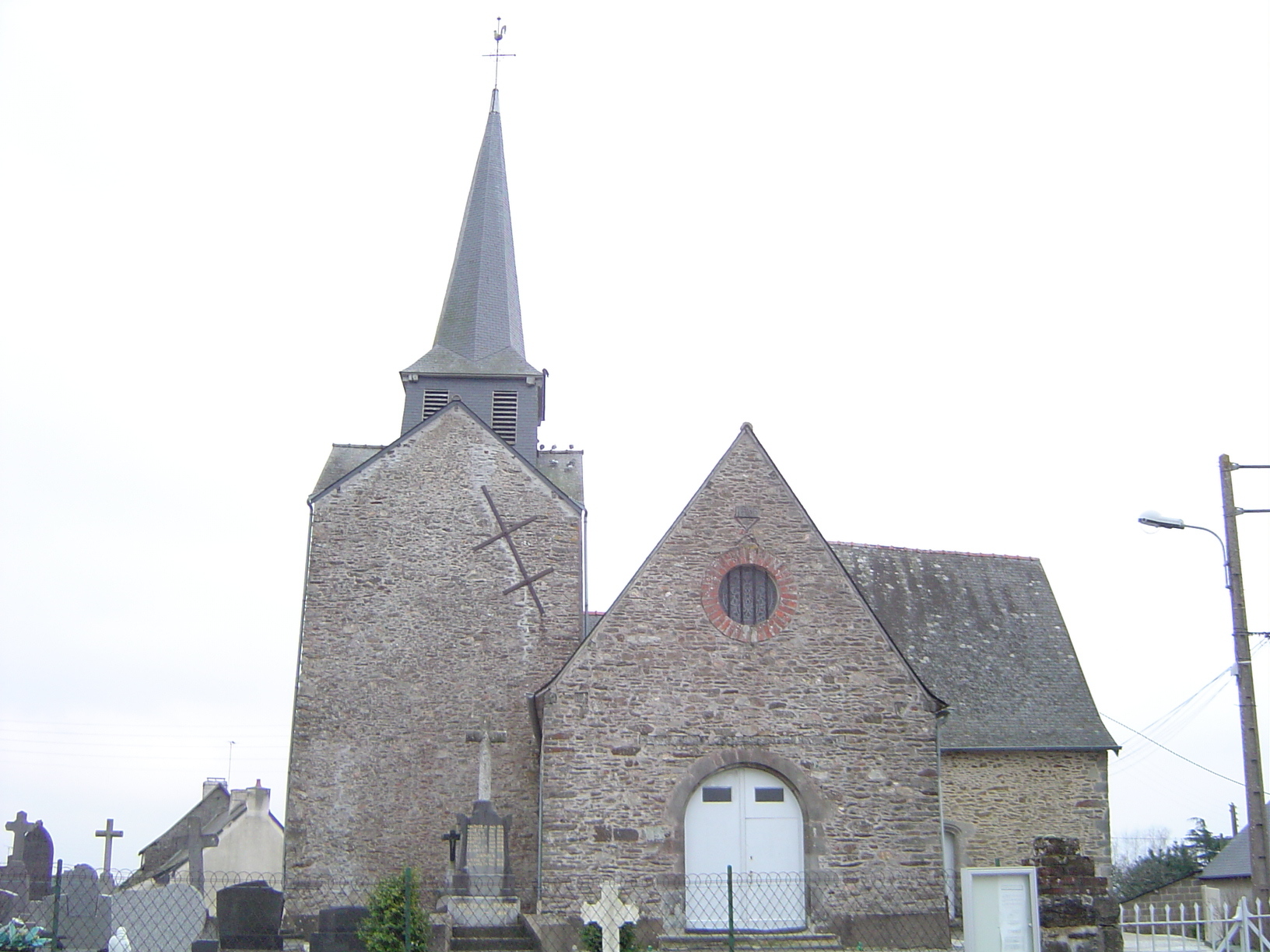

Abitanti censiti